# Francisco Manuel da Silva

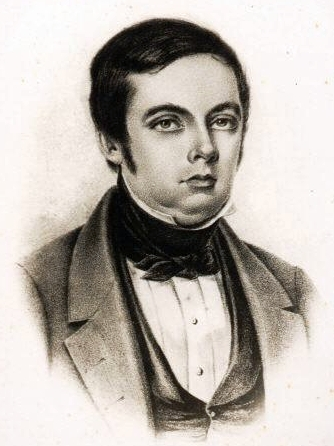
Francisco Manuel da Silva

Francisco Manuel da Silva (* 21. Februar 1795 in Rio de Janeiro; † 18. Dezember 1865 ebenda) war ein brasilianischer Komponist.
Da Silva war Schüler von José Maurício Nunes Garcia, Sigismund von Neukomm und Marcos António da Fonseca. 1809 wurde er Sänger der Capela Real. Er gründete die Imperial Academia de Música e Ópera Nacional und 1833 die Sociedade de Beneficência Musical. 1834 wurde er Dirigent des Orchesters der Sociedade Fluminense, 1837 Professor der Musikabteilung des Colégio de belas artes, aus dem 1841 das Konservatorium von Rio de Janeiro hervorging. 1841 wurde er zum Kaiserlichen Hofkomponisten ernannt. Da Silva galt als bedeutendste Persönlichkeit des Musiklebens in Rio de Janeiro in der Zeit zwischen dem Tod von Padre José Maurício und dem Auftreten von Antônio Carlos Gomes.
Er komponierte eine Oper, mehrere Orchesterwerke sowie Kirchenmusik (Messen, Motetten). Der Hino ao 7 de Abril, anlässlich des Rücktritts von Dom Pedro I. komponiert, wurde 1922 die Melodie der offiziellen Nationalhymne Brasiliens. Außerdem veröffentlichte er ein Compêndio de música prática (1832) und ein Compêndio de princípios elementares de música (1845) für den Gebrauch am Konservatorium von Rio de Janeiro.